# Український науковий Інститут у Варшаві
Український науковий інститут у Варшаві — автономна українська наукова установа, заснована заходами уряду УНР в екзилі 1930 року (фактично 1928 року) при польському Міністерстві віровизнань та освіти з завданням плекати студії з різних ділянок українознавства.

## Діяльність
Офіційно заснований 7 лютого 1930 р. на підставі розпорядження Ради Міністрів. Метою установи було «навчання у сфері господарчого життя, культури та історії українського народу, підготовка до наукової праці, а також до державно-адміністративної». Розташувався за адресою: ul. Służewska 7, m. 4.
Діяльність Інституту була присвячена майже винятково українознавству і виявлялася головним чином у науково-видавничій справі; майже всі праці виходили українською мовою (деякі польською та французькою). Інститут плекав переважно ті ділянки української науки, які не мали змоги вільно розвиватися в УРСР. Він видав серію праць і джерел з історії України давнішої доби й нових часів: «Нарис історії України» Д. Дорошенка (2 томи, 1932 — 33); «Діярій гетьмана Пилипа Орлика» (за редакцією Я. Токаржевського), «Гетьман Пилип Орлик» Б. Крупницького, збірка «Мазепа» (2 томи, з документами), «Українсько-московські договори XVII — XVIII ст.» А. Яковліва та інші; присвячені історії 19 ст.: серед іншого праця М. Гандельсмана «Ukraińska polityka ks. Adama Czartoryskiego przed wojną krymską» й «Архів М. Драгоманова», т. І; українсько-російської війни 1920 стосуються: праця «Зимовий похід 1920 р.» О. Доценка і збірка документів «Зимовий похід 1920 p.», упорядкована П. Шандруком.
Матеріали до історії українського національного руху містять мемуари О. Лотоцького ( «Сторінки минулого», 3 тт., «У Царгороді»), 3-томник «З минулого», Л. Васілевського («Мої українські спогади») та інші. Історії і праву Української Церкви присвячені праці О. Лотоцького «Українські джерела церковного права» і «Автокефалія». Кілька праць стосуються українського мовознавства і філології: про О. Потебню (К. Чеховича), «Карта українських говорів з поясненнями» І. Зілинського, про сучасну літературну мову під Совєтами (Р. Смаль-Стоцького) й інші.
Низку студій присвячено тогочасним відносинам в УРСР — демографічним (збірки «Українська людність СССР» і «Статистичні таблиці українського населення СССР за переписом 17. 2. 1926 p.») та економічним (збірки «Сучасні проблеми економіки України», «Праця в УССР» В. Садовського та ін.). Крім того Український науковий інститут видав в українському перекладі ряд богословських книжок; для опрацювання перекладів створено окрему комісію, яку очолював голова Автокефальної Православної Церкви в Польщі митрополит Діонісій (Валединський). З 1932 Інститут почав працю над повним критичним виданням творів Тараса Шевченка за редакцією П. Зайцева. З запланованих 16 томів вийшло 13 (серед іншого — переклади творів Шевченка на іноземні мови). Інститут видав переклад поеми А. Міцкевича «Пан Тадеуш» М. Рильського.
Бібліотека Інституту налічувала на 1 січня 1935 понад 4000 томів, здебільшого в галузі суспільних наук. Близько 50 % фондів складали видання українською, приблизно 20 % російською, 13 % польською та 7 % німецькою.
Відбувався інтенсивний книгообмін з радянськими науковими установами, в тому числі з МДУ, Бібліотекої Салтикова-Щедріна в Ленінграді, Інститутом слов'янознавства АН СРСР.
По окупації Варшави німцями восени 1939 Український науковий інститут у Варшаві перестав існувати (був самоліквідований), а його бібліотека і архіви загинули.

## Керівництво та співробітники
Директором Інституту був О. Лотоцький (до 1938; пізніше А. Яковлів), генеральним секретарем Р. Смаль-Стоцький.
Членами Інституту були переважно вчені-емігранти: К. Мацієвич, В. Садовський та інші, з галичан Б. Лепкий, до постійних наукових співробітників належав Є. Ґловінський.

## Праці
Загалом Український науковий Інститут видав понад 70 томів різних публікацій (у тому числі 54 томи «Праць»). Це була наукова продукція більша, ніж будь-якої іншої наукової установи на Західній Україні й на еміграції.
Серія економічна

1. І. Словінський, К. Мацієвич, В. Садовський. Сучасні проблеми економіки України. 

2. В. Садовський. Праця в УССР.

3. І. Івасюк. Кредитова кооперація на Україні. 

4. І. Шовгенів. Водне господарство в басейні р. Дніпра на Україні.

4а. І. Шовгенів. Енергетичні ресурси на українських землях (надруковано вже при німцях).

5. В. Іванис. Енергетичне господарство України та Північного Кавказу.

6. В. Садовський. Робоча сила в сільському господарстві України.

7. Б. Іваницький. Ліси й лісове господарство України. Том І.

8. Сучасні проблеми економіки України. Том II.

9. Є. Ґловінський. Фінанси УССР.

10. В. Іванис. Промисловість України і Північного Кавказу.

11. Б. Іваницький. Ліси й лісове господарство України. Том II.

12. І. Шовгенів. Водне господарство на українських землях Європи (надруковано вже при німцях).

Серія історична

1. О. Доценко. Зимовий похід 1920 р.

2. Українсько-московська війна 1920 р. Частина перша. Оперативні документи Армії Української Народньої Республіки. Під редакцією генерала В. Сальського, впорядкував генерал П. Шандрук.

3. Діярій гетьмана Пилипа Орлика. Том I. Опрацював для друку Ян з Токар Токаржевський Карашевич.

4. Б. Крупницький. Гетьман Пилип Орлик (1672—1742). Огляд його політичної діяльності.

5. Мазепа. Збірник. Том I.

6. Мазепа. Збірник. Том II.

7. З минулого. Збірник. Том I.

8 (9). Діярій гетьмана Пилипа Орлика. Том II. Опрацював для друку Ян з Токар Токаржевський Карашевич.

Серія історично-літературна

1. С. Смаль-Стоцький. Т. Шевченко. Інтерпретації. 

Серія мемуарів

1. О. Лотоцький. Сторінки минулого. Частина перша. 

2. Л. Василевський, М. Галин, С. Стемповський, А. Топчибаши, Табуї. Спогади.

3. О. Лотоцький. Сторінки минулого. Частина друга.

4. О. Лотоцький. Сторінки минулого. Частина третя.

5. О. Лотоцький. У Царгороді.

Серія педагогічна

1. С. Сірополко. Народня освіта на Совєтській Україні.

Серія перекладів Св. Письма та Богослужбових книг

1. Літургія св. Іоанна Золотоустого.

2. Псалтир.

3. Божественна Літургія св. Василія Великого.

4. Божественна Літургія Раніш Освячених Дарів св. Григорія Двоеслова.

Серія підручників

1. Д. Дорошенко. Нарис історії України. Том І (до половини XVII ст.).

2. Д. Дорошенко. Нарис історії України. Том II.

Серія правнича

1. О. Лотоцький. Українські джерела церковного права.

2. О. Лотоцький. Автокефалія. Том I

3. А. Яковлів. Українсько-московські договори в XVII—XVIII ст. 

4. О. Лотоцький. Автокефалія. Том II

5. В. Садовський. Національна політика Советів на Україні. 

Серія праць Комісії для дослідження українського руху

1. Архів Михайла Драгоманова. Том I.

2 (8). Український студентський рух. Збірник.

Серія праць Комісії для дослідів над польсько-українськими питаннями

1. Л. Василевський. Українська справа як міжнародне питання (польською).

2. С. М. Кучиньський. Чернігівсько-сіверські землі під пануванням Литви (польською).

3. З. М. Гандельсман. Українська політика кн. Адама Чарториського перед Кримською війною (польською).

4. Б. Лепкий. Антологія української поезії і прози в польських перекладах.

5. Travaux de la Commission pour l'étude des problèmes polono-ucrainiens.

Серія статистична

1. Українська людність СССР. Розвідки Т. Олесєвича, О. Пителя, В. Садовського і О. Чубенка.

2. Тиміш Олесєвич. Статистичні таблиці українського населення СРСР, за переписом 17 грудня 1926 року. 

Серія філологічна

1. К. Чехович. Олександер Потебня. Український мислитель-лінгвіст. 

2. М. Пушкар. Наймолодша паляталізація приголосних в українській мові.

3. І. Зілинський. Карта українських говорів з поясненнями.

4. В. Лев. Український переклад хроніки Мартина Бєльського.

5. Я. Рудницький. Наростки -ище, -исько, -сько в українській мові.

6. Р. Смаль-Стоцький. Українська мова в Совєтській Україні.

7. М. Пшепюрська. Надсянський говір.

Серія філософічна

1. Д. Чижевський. Філософія Г. С. Сковороди. 